# Hartig-Denkmal
Das Hartig-Denkmal ist ein Denkmal in Darmstadt. Es erinnert an den preußischen Oberlandforstmeister Georg Ludwig Hartig.

## Geschichte und Beschreibung
Das Hartig-Denkmal wurde nach einem Entwurf von Georg Moller im Jahr 1844 aufgestellt. Ermöglicht hatten dies Schüler und Verehrer Georg Ludwig Hartigs aus Deutschland, Frankreich und Polen mit ihren Spenden, die sein Schüler Philipp Engel von Klipstein sammelte. Der aus Granit bestehende Obelisk befindet sich im Zentrum der Fasanerie. Geschmückt wird das Denkmal durch zwei Inschriften und zwei Reliefs. Ein schmiedeeiserner Zaun umgibt das Hartig-Denkmal.
Auf der Gedenktafel steht folgende Inschrift: „Hier im schweigenden Hain erhebt sich redend ein Denkmal, Dir, dess Beispiel und Wort Lehren uns waren und sind. Licht in des Wissens Nacht, und Nacht in gelichteten Wäldern, einend Natur mit der Kunst, schufst Du den Völkern zum Heil. Vor Jahrtausenden, als nur Wald den Erdball umgrünte, lebten in kräftiger Form riesenhaft Pflanze und Tier. Wo sein Segen nicht schwand, nur da ist Leben geblieben. Wo er gefallen, da herrscht Steppe und nacktes Gestein. Nachwelt ehre den Mann, der der Forste Gedeihen gefördert, denn er förderte so Leben und Heimat auch dir.“

## Bildergalerie

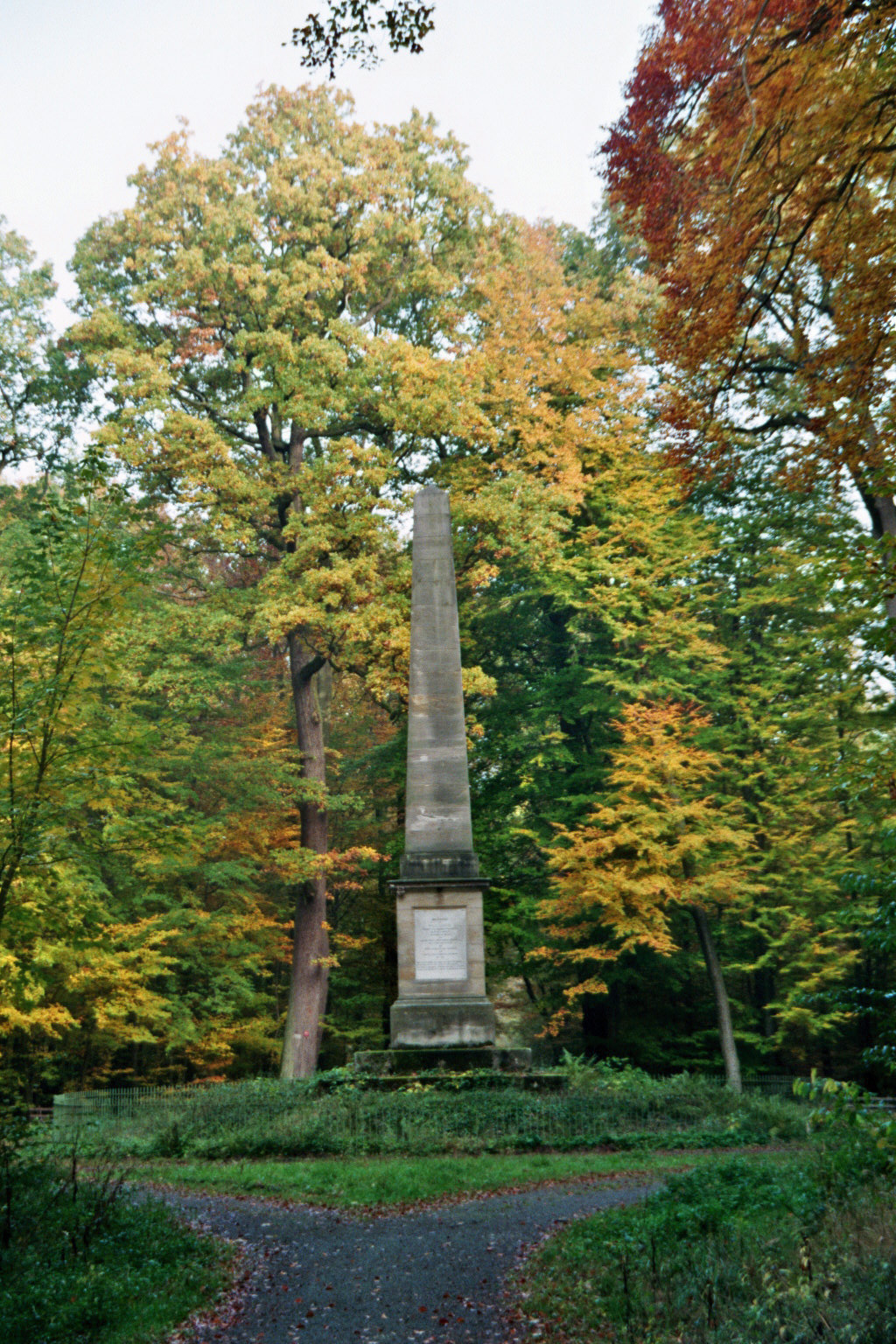
Hartig-Denkmal (2009)
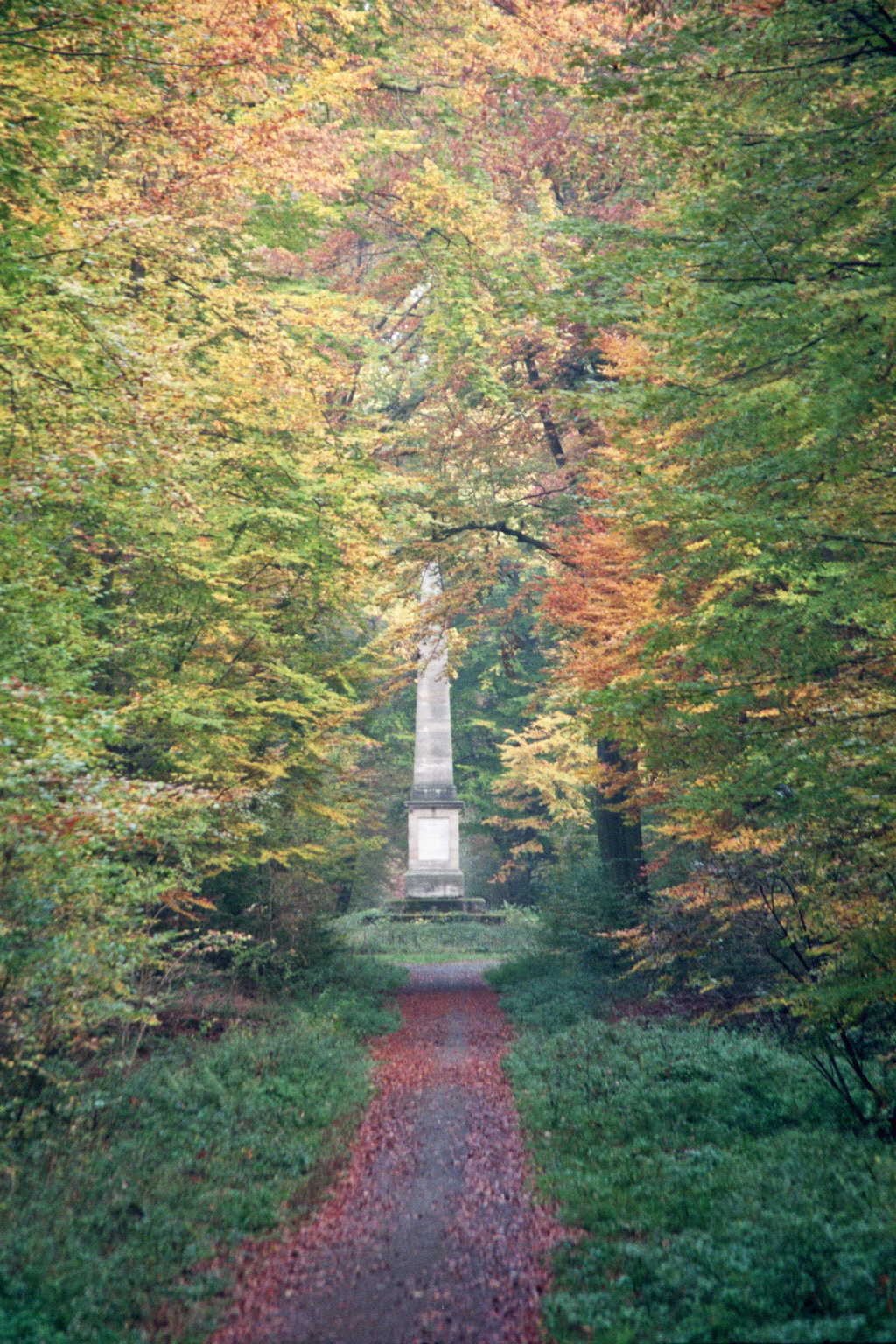
Hartig-Denkmal (2009)
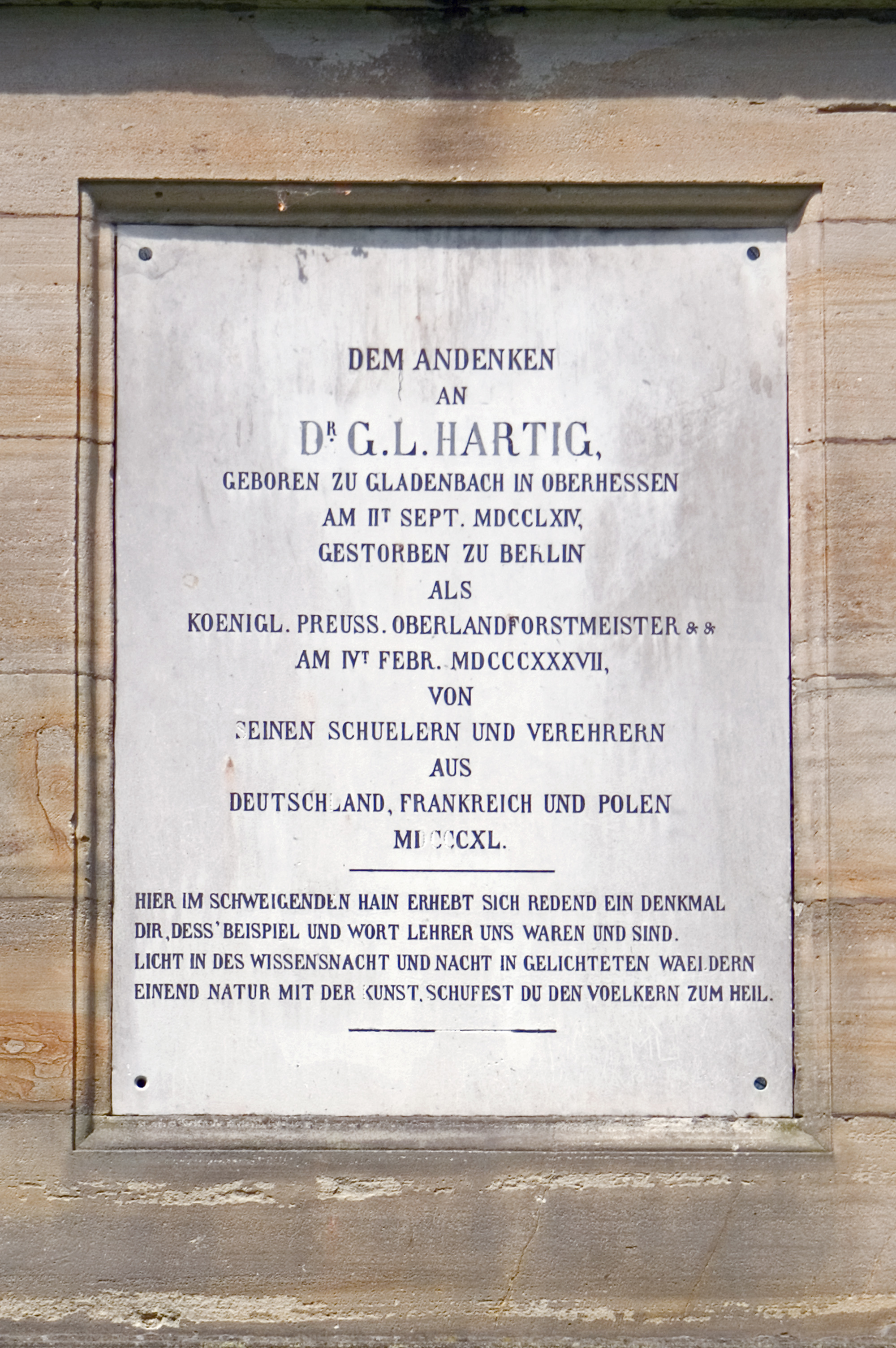
Inschrift (2006)
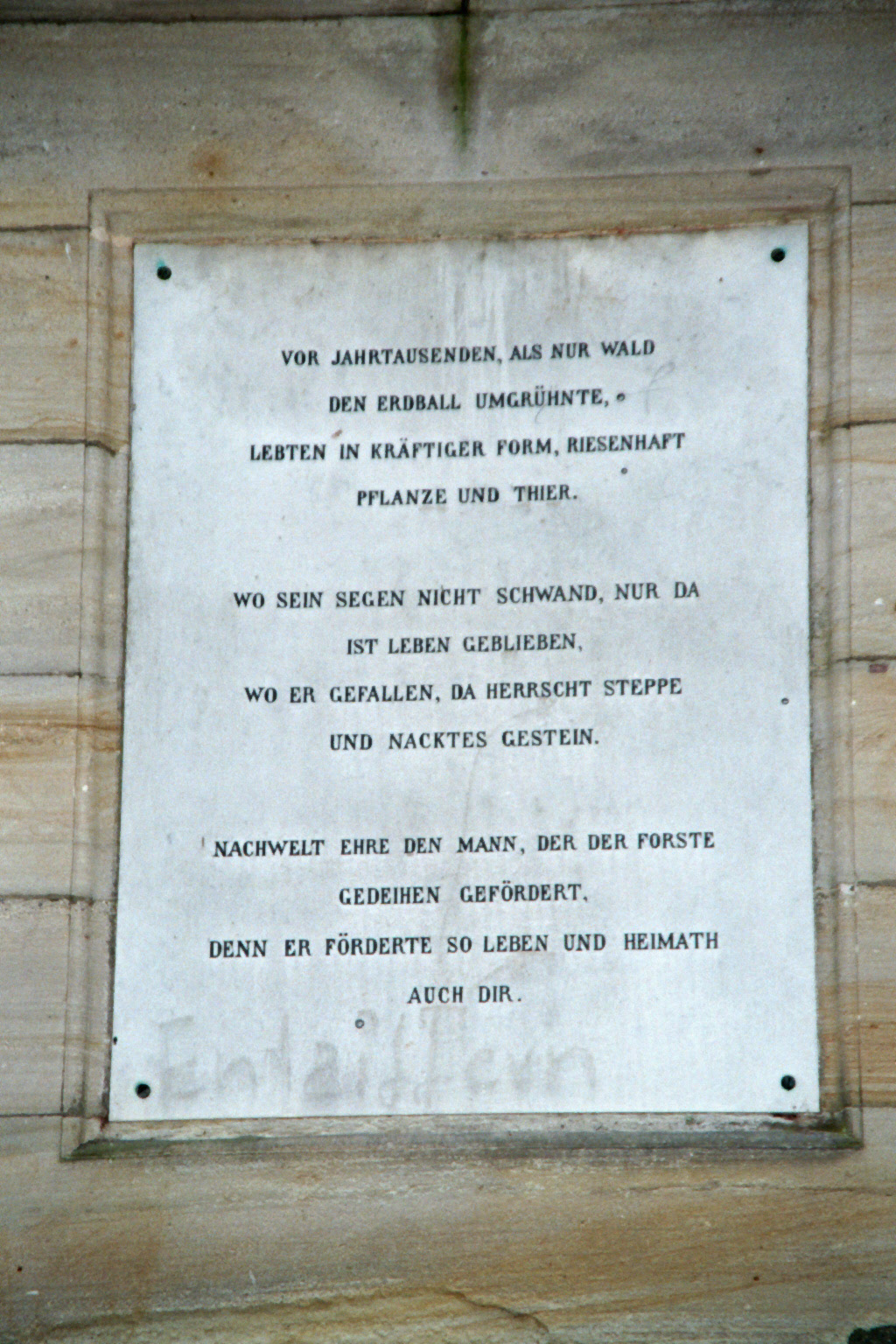
Inschrift (2009)
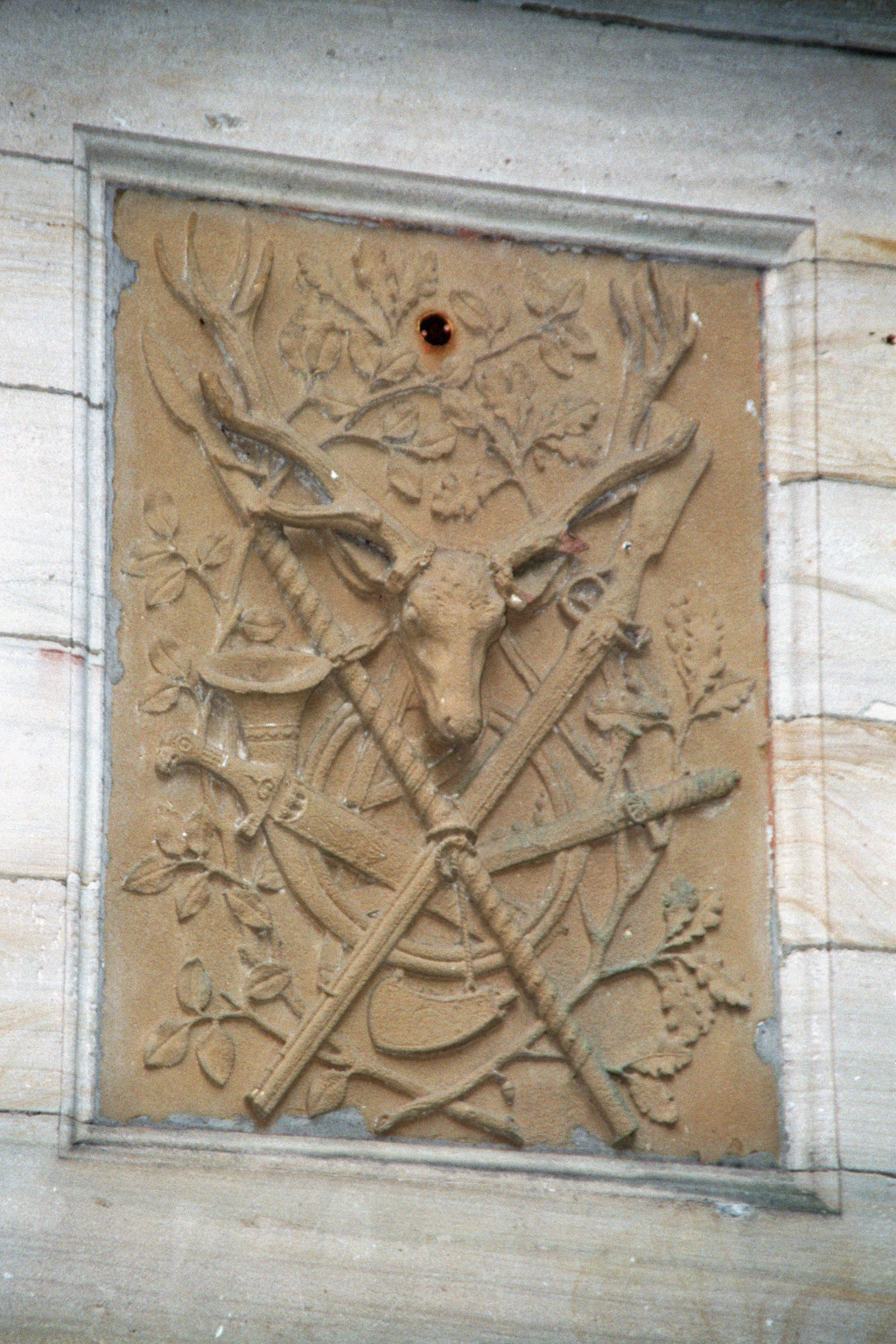
Relief mit Jagdwaffen und Jagdausrüstung (2009)
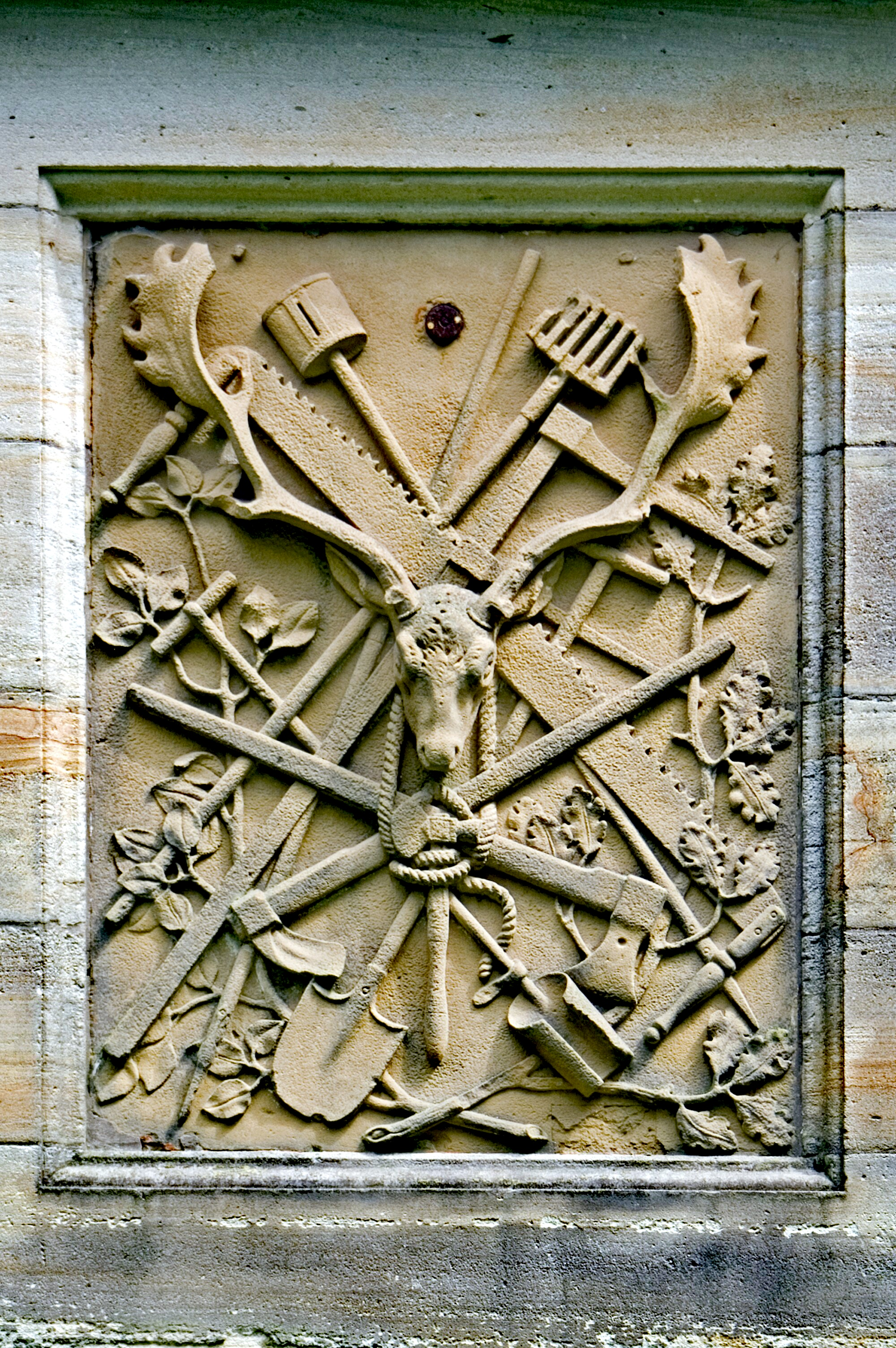
Relief mit forstwirtschaftlichen Gerätschaften (2006)